# Sembach Air Base
La Sembach Air Base est une base de l'USAF située près de Kaiserslautern en Rhénanie-Palatinat, Allemagne.
Depuis le 1er avril 1995, la base est devenue une annexe de la base aérienne de Ramstein, d'où son nouveau nom de Sembach Annex. Environ 2 000 personnes y vivent. L'ancienne piste n'est plus en service et la base n'abrite aucun aéronef.

## Histoire

### Les débuts

#### Entre les deux guerres mondiales
En 1919, les troupes d'occupation françaises installent un terrain d'aviation à l'emplacement de l'actuelle base. Le terrain retrouve une utilisation agricole après le départ de l'armée française le 15 juin 1930.
La Luftwaffe prévoit d'y installer une unité de chasseurs en 1939, mais dès juin 1940, le terrain est redevenu une zone de pâturage.

#### Construction après le Seconde Guerre mondiale
Après la chute de l'Allemagne nazie, Sembach se trouve en zone d'occupation française. En avril 1951, des officiers français accompagnés de fonctionnaires et élus allemands visitent la zone et décident d'y construire une base aérienne. Malgré la vive opposition des paysans locaux, les travaux de construction, sous la direction de la France, commencent en juin de la même année. Le 1er septembre 1951, les travaux de la nouvelle base sont officiellement repris par les États-Unis qui la baptise « Sembach Air Auxiliary Field ». La piste et les voies de circulation sont terminées en avril 1952.

### Guerre Froide

#### 66th Tactical Reconnaissance Wing
Le 8 juillet 1953, les premiers RB-26 Invader du 66th Tactical Reconnaissance Wing atterrissent sur la base qui devient officiellement la Sembach Air Base. Le 66th TRW quitte Sembach en juillet 1958 pour rejoindre base aérienne de Laon-Couvron en France.

#### 38th Tactical Missile Wing
Le 7127th Support Group assure le gardiennage de la base jusqu'à l'arrivée, le 29 août 1959, du 38th Tactical Missile Wing auparavant basé sur la Hahn Air Base. Le 38th TMW est équipé de missiles de croisières MGM-1 Matador à son arrivée à Sembach, mais passe rapidement sur MGM-13 Mace. Le 38th TMW est dissous en septembre 1966, la base étant alors sous le commandement du 603rd Air Base Wing, créé pour l'occasion.
À la suite de la décision de la France de quitter le commandement intégré de l'OTAN, le 2nd Mobile Communications Group rejoint la Sembach AB depuis la Toul-Rosières Air Base, ceci en novembre 1966.

#### 601st Tactical Air Control Wing
Le 1er juillet 1968, le 601st Tactical Air Control Wing démarre son activité à Sembach, reprenant la mission du 603rd ABW. Le 601st TACW est équipé d'appareils O-2A puis de OV-10 Bronco (jusqu'en 1984) et d'hélicoptères lourds CH-53 (jusqu'en 1988).
Le 5 octobre 1971, le quartier général de la 17th Air Force est transféré de Ramstein AB vers Sembach AB.
Le 1er septembre 1978, le Detachment 1 du 81st Tactical Fighter Wing de RAF Bentwaters sur A-10A commence son activité à Sembach qui devient alors l'une des bases d'opérations avancées de ce type d’avion dit « tueur de chars ».

#### 65th Air Division

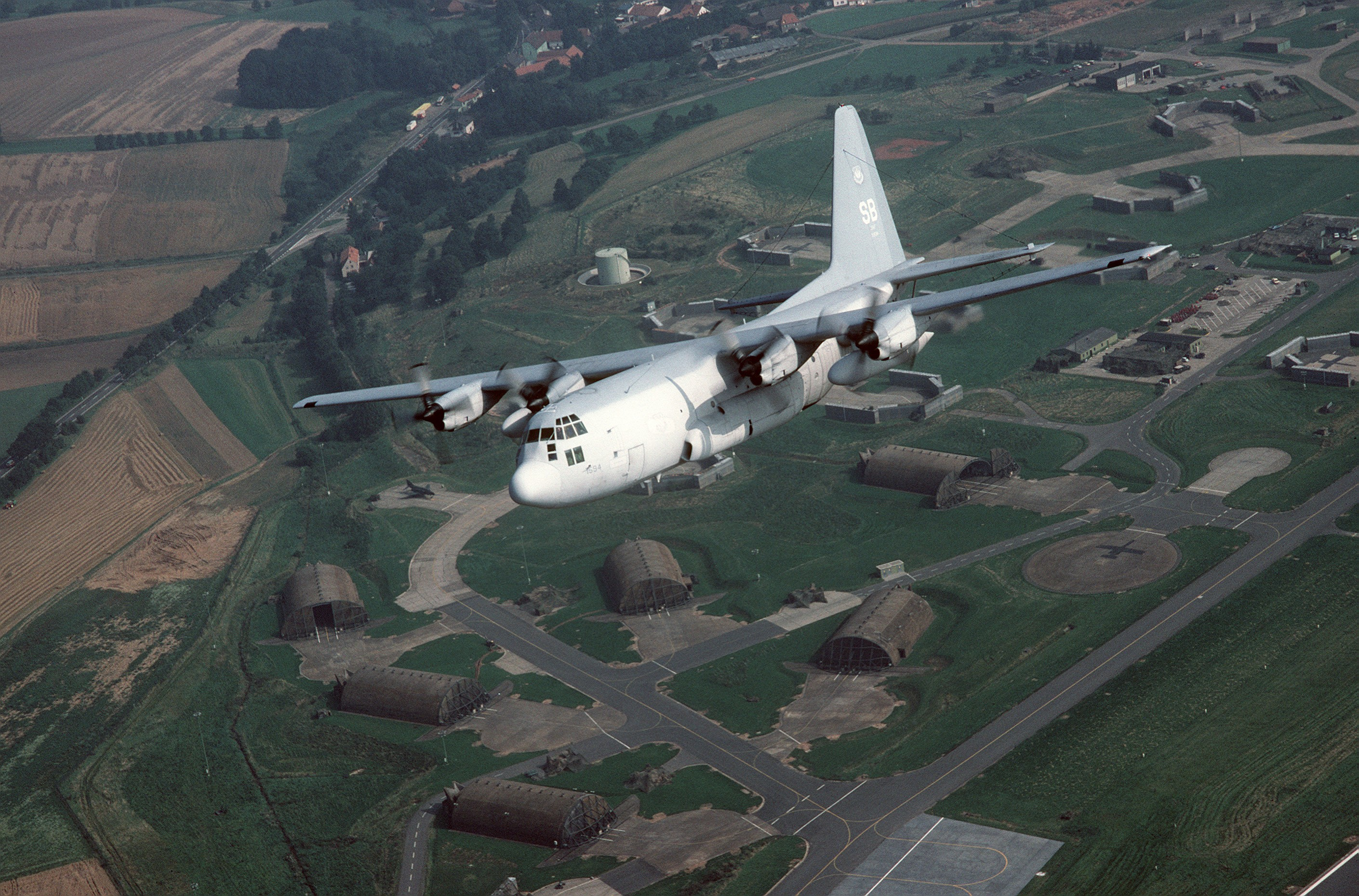
EC-130H du 43rd ECS au-dessus de Sembach AB en 1987.

Le 1er juin 1985 sont créés à Sembach le 66th Electronic Combat Wing et la 65th Air Division qui regroupe les 66th ECW et 601st TCW.
Le 66th ECW est constitué notamment du 43rd Electronic Combat Squadron sur EC-130H basé à Sembach et du 42nd Electronic Combat Squadron sur EF-111A basé à RAF Upper Heyford (en) en Angleterre.
La 65th Air Division est dissoute le 30 juin 1991, le 66th ECW l'est le 31 mars de l’année suivante.

### Fin des vols
En mars 1992, le 601st Support Wing est formé. Il prend la désignation de 601st Air Base Wing en octobre 1993.
En 1995, le contrôle de la piste est rendu aux autorités allemandes qui entreprennent son démantèlement durant l'été 1998.
Les bâtiments qui forment maintenant Sembach Annex sont situés à plus de deux kilomètres de l'ancienne piste.

## Principales unités et périodes de présence
- 12th Air Rescue Group : 21 septembre 1953 – 18 février 1958
- 66th Tactical Reconnaissance Wing : 7 juillet 1953 – 9 juillet 1958
- 512th Fighter-Interceptor Squadron : 25 mars 1958 – 1er juillet 1959
- 38th Tactical Missile Wing : 20 août 1959 – 25 septembre 1966
- 601st Tactical Control Group : 16 février 1965 – 1er juillet 1968
- 601st Tactical Air Control Wing : 1er juillet 1968 – 1er juin 1973 et 31 mars 1976 – 1er juin 1985
- 601st Air Control Group : 1er juin 1985 – 1er octobre 1993
- 601st Air Base Wing : 1er octobre 1993 – 30 avril 1995
- 17th Air Force : 5 octobre 1971 – 30 septembre 1996
- Detachment 1, 81st Tactical Fighter Wing : 1er septembre 1978 – 31 août 1991
- 66th Electronic Combat Wing : 1er octobre 1986 – 31 mars 1992
- 86th Airlift Wing : depuis le 30 septembre 1996